# Томмі Маккленнан
Томмі МакКленнан (англ. Tommy McClennan, 4 січня 1905 — 9 травня 1961) — американський блюзмен, представник дельта-блюзу.   

## Біографія
Томмі МакКленнан народився в Язу-Сіті у квітні 1908 року згідно зі спогадами Біг Білла Брунзі у книзі «Блюз Великого Білла». Натомість у свідоцтві про смерть МакКленнана місцем його народження названо Дюрант, округ Голмс, а датою) — 4 січня 1905 року. Під час перепису 1910 року в окрузі Керролл його записано із матір'ю Кессі та братами і сестрами, а в 1920 році родина жила на плантації поблизу Сайдона в окрузі Лефлор. МакКленнан з дружиною Офелією також зафіксовані в переписі населення округу Лефлор 1930 року, де його професією було вказано «візник». У всіх документах його прізвище пишеться по-різному, хоча на всіх записах і платівках використовувалося написання «МакКленнан». Томмі МакКленнан грав на вулицях і приватних вечірках у різних районах Дельти, але найбільш відомим він був у Грінвуді, та в Язу-Сіті. Партнерами МакКленнана були Роберт Пітвей і Ханібой Едвардс. Пітвей і МакКленнан мали настільки близький стиль, що пізніше на записах їх було важко відрізнити один від одного, і цю плутанину вони іноді поглиблювали, записуючись разом. МакКленнан володів обмеженим, але ефективним стилем гри на гітарі, часто граючи на одній струні. Його виконання було грубим, але сповненим гумору, здатним виражати гостроту і тонкі емоції.
1939 року чиказький продюсер Лестер Мелроуз розшукав МакКленнана і запросив у Чикаго для запису. Впродовж п'яти сессій (22 листопада 1939 —20 лютого 1942) було зроблено 42 записи для Bluebird Records.
Більше МакКленнан ніколи не записувався, хоча Bluebird і RCA Victor продовжували випускати його сингли ще протягом кількох років.
Близько 1939 року він переїхав до Чикаго (як і Пітвей) і зробив собі ім'я, граючи в клубах, де збиралися мігранти з Півдня, аби почути «рідні» звуки своєї молодості.
МакКленнан помер від бронхопневмонії в Чикаго 9 травня 1961 року.

## Вибрана дискографія
- 1939 Brown Skin Girl / Baby, Please Don't Tell On Me (Bluebird B-8444)
- 1939 Whiskey Head Woman / Bottle It Up And Go ‎ (Bluebird B-8373)
- 1940 New «Shake 'Em On Down» / You Can Mistreat Me Here (Montgomery Ward M-8786)
- 1940 New Highway 51/ I'm Goin', Don't You Know (Bluebird B-8499)
- 1941 Whiskey Head Man / New Sugar Mama (Bluebird B-8760)
- 1941 Elsie Blues / Down To Skin And Bones (Bluebird B-8725)
- 1941 She's Just Good Huggin' Size / My Little Girl (Bluebird B-8605)
- 1941 My Baby's Gone / It's Hard To Be Lonesome (Bluebird B-8669)
- 1941 Classy Mae Blues / De'se My Blues (Bluebird B-8853)
- 1942 Deep Blue Sea Blues / It's A Cryin' Pity (Bluebird B-9005)
- 1942 Mozelle Blues / Mr. So And So Blues (Bluebird B-9015)
- 1942 Blues Trip Me This Morning / Bluebird Blues (Bluebird B-9037)
- 1942 Travelin' Highway Man / I'm A Guitar King (Bluebird B-8957)